# Narcissus incomparabilis
Narcissus incomparabilis är en amaryllisväxtart som beskrevs av Philip Miller. Narcissus incomparabilis ingår i släktet narcisser, och familjen amaryllisväxter. Inga underarter finns listade i Catalogue of Life.

## Bildgalleri

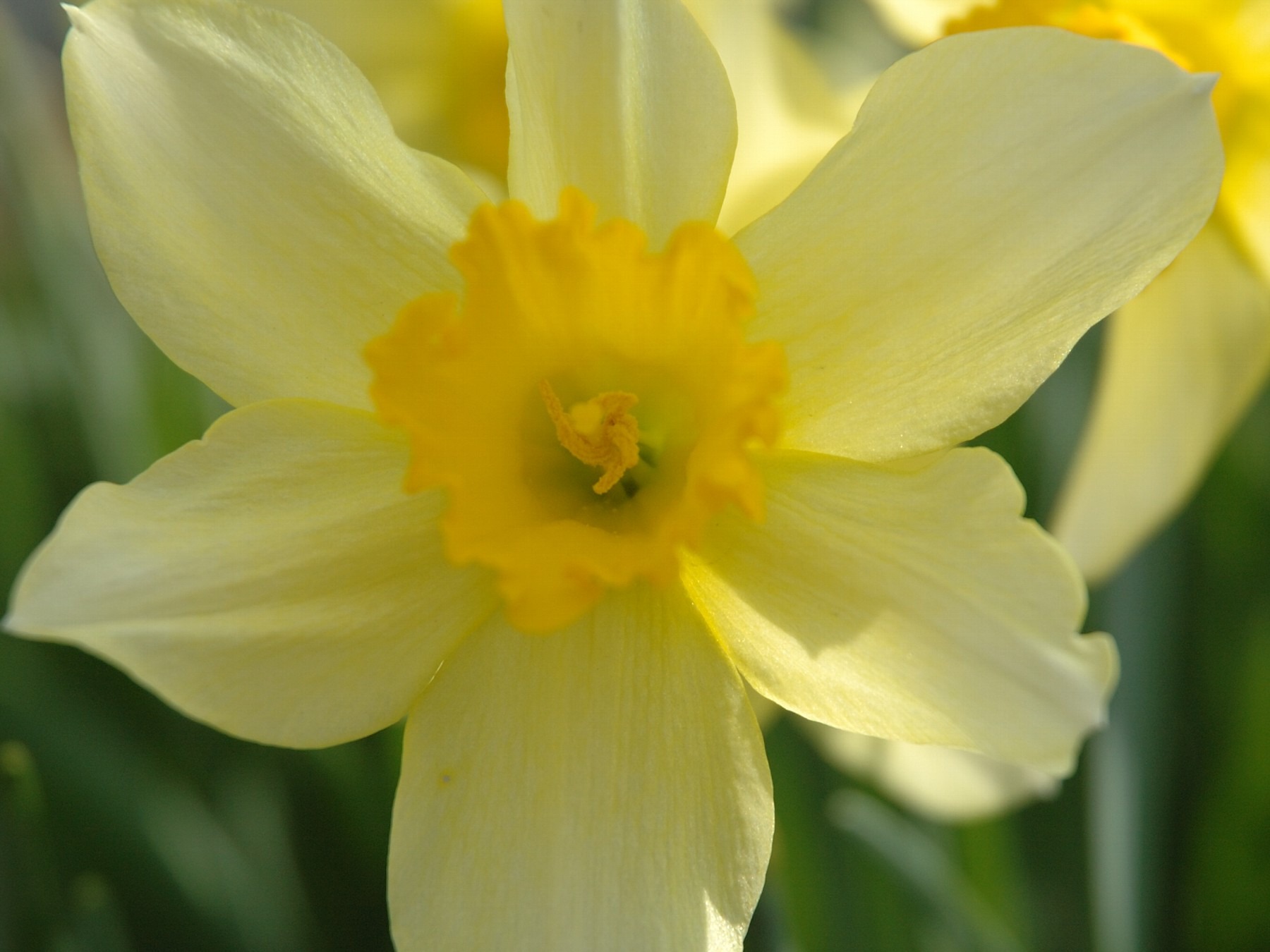
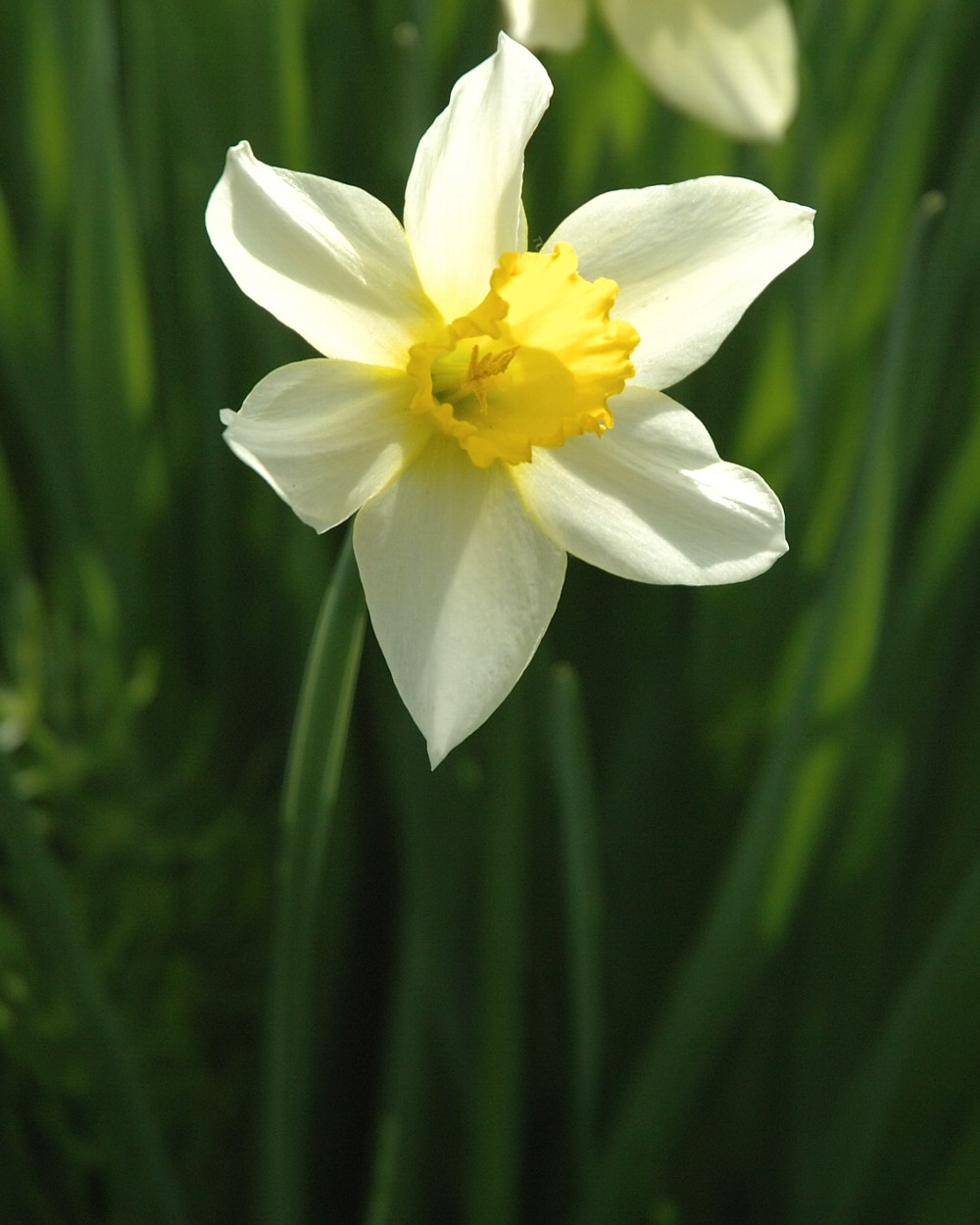
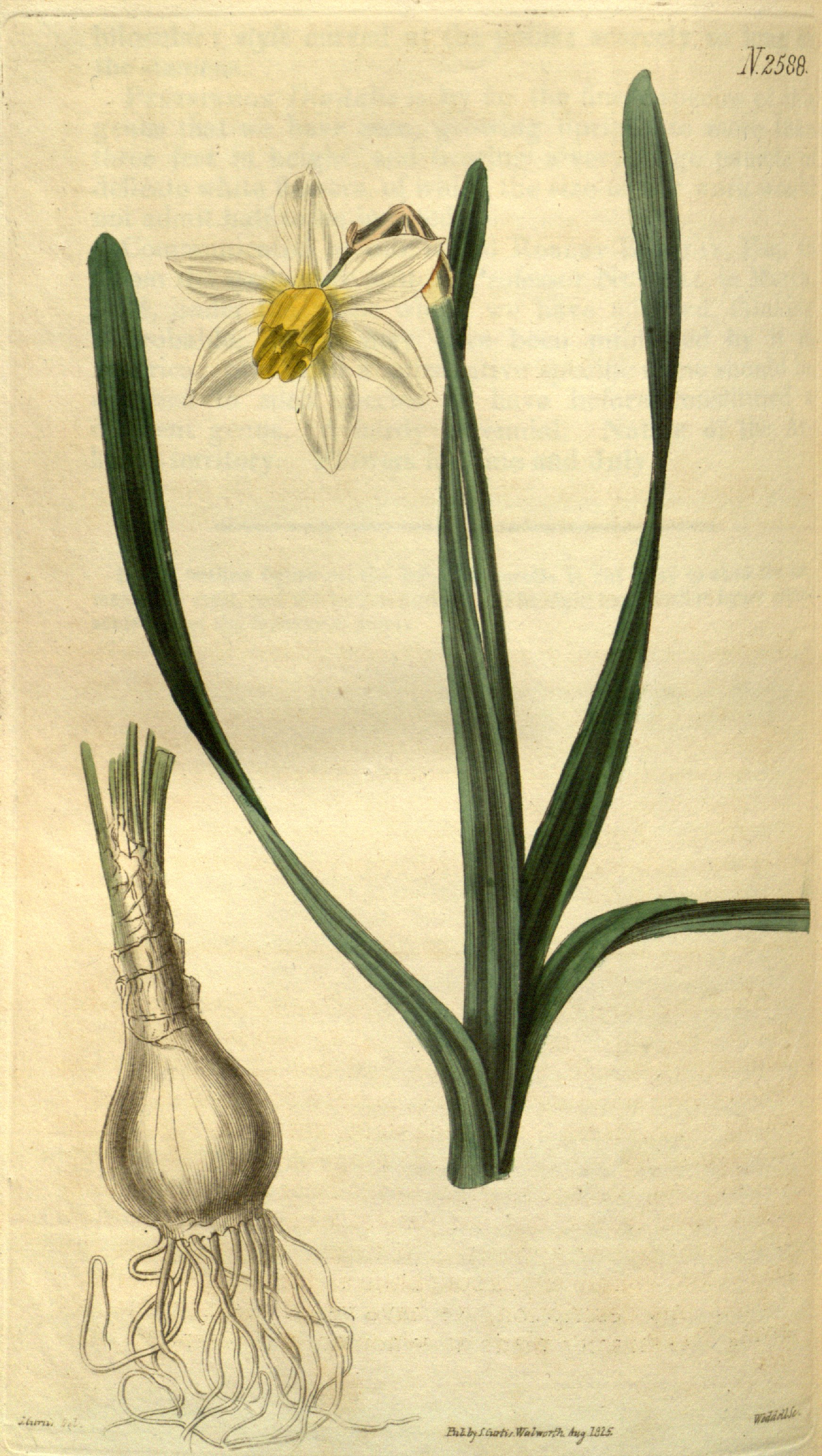
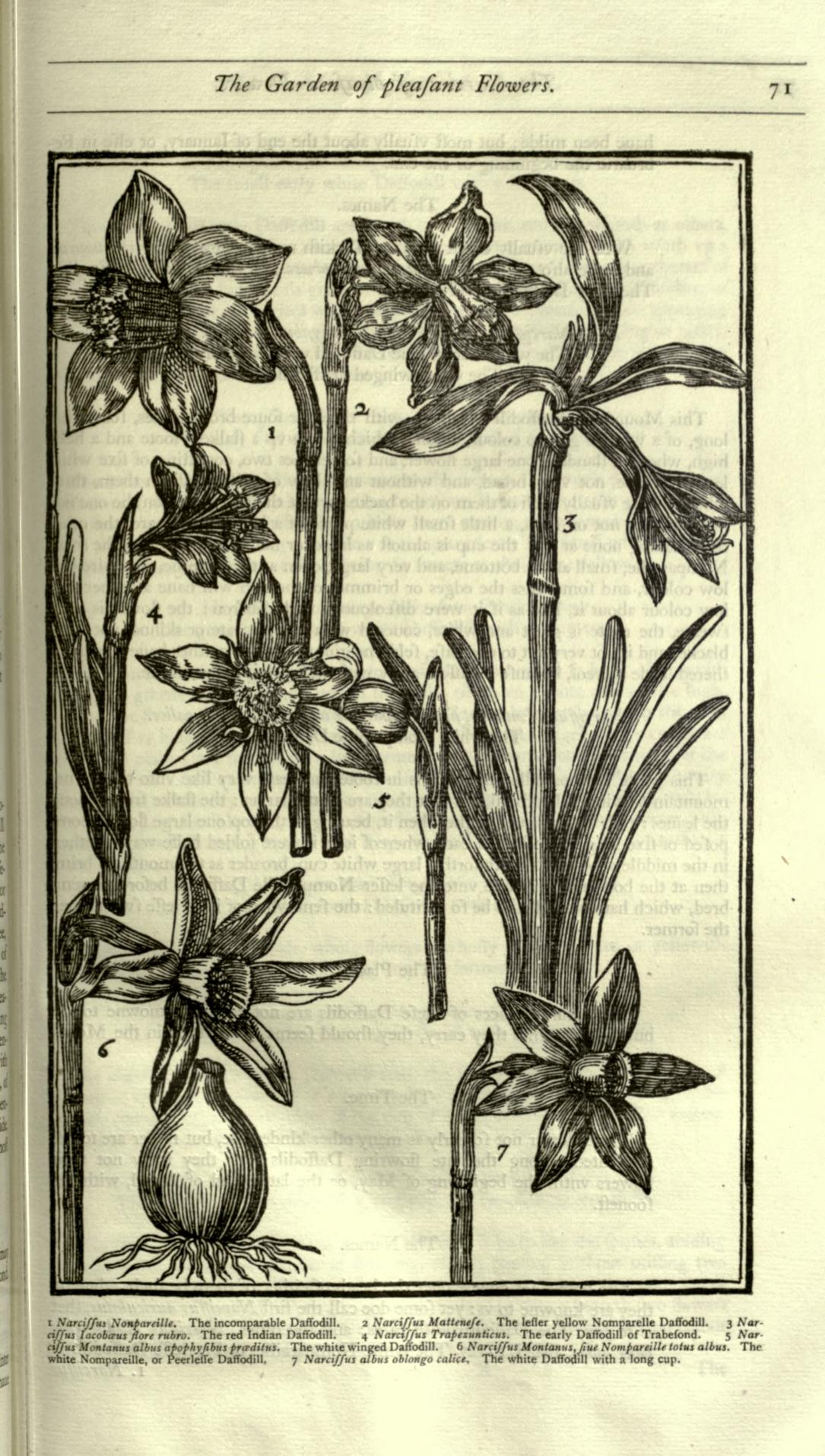